# Warwick Brown
Warwick Brown, avstralski dirkač Formule 1, * 24. december 1949, Sydney, Avstralija.

## Življenjepis
V zadnji sezoni 1975 avstralsko-novozelandskega prvenstva Formule Tasmann je z dvema zmagama in še dvema uvrstitvama na stopničke z le točko prednosti osvojil naslov prvaka. V Formuli 1 je nastopil le na predzadnji dirki sezone 1976 za Veliko nagrado ZDA, kjer je z dirkalnikom Williams FW05 moštva Walter Wolf Racing osvojil štirinajsto mesto z več kot petimi krogi zaostanka za zmagovalcem.

## Popolni rezultati Formule 1
(legenda) (odebeljene dirke pomenijo najboljši štartni položaj, poševne pa najhitrejši krog, †-uvrščen kljub odstopu)
| Leto | Moštvo             | Šasija        | Motor       | 1   | 2   | 3    | 4   | 5   | 6   | 7   | 8   | 9  | 10  | 11  | 12  | 13  | 14  | 15     | 16  | Prv | Toč |
| ---- | ------------------ | ------------- | ----------- | --- | --- | ---- | --- | --- | --- | --- | --- | -- | --- | --- | --- | --- | --- | ------ | --- | --- | --- |
| 1976 | Walter Wolf Racing | Williams FW05 | Cosworth V8 | BRA | JAR | ZZDA | ŠPA | BEL | MON | ŠVE | FRA | VB | NEM | AVT | NIZ | ITA | KAN | ZDA 14 | JAP | -   | 0   |